# Maciej Chlewicki
Maciej Chlewicki – polski filozof, dr hab. nauk humanistycznych, profesor uczelni Instytutu Filozofii Uniwersytetu Kazimierza Wielkiego.

## Życiorys
27 czerwca 2001 obronił pracę doktorską Kartezjańskie podstawy filozofii życia J. Ortegi y Gasseta, 11 marca 2014 uzyskał stopień doktora habilitowanego. Został zatrudniony na stanowisku adiunkta w Instytucie Filozofii na Wydziale Humanistycznym Uniwersytetu Kazimierza Wielkiego.
Był profesorem nadzwyczajnym w Instytucie Filozofii na Wydziale Administracji i Nauk Społecznych Uniwersytetu Kazimierza Wielkiego.
Awansował na stanowisko profesora uczelni Instytutu Filozofii Uniwersytetu Kazimierza Wielkiego.